# Saint-Jean-aux-Bois (Oise)
Saint-Jean-aux-Bois és un municipi francès, situat al departament de l'Oise i a la regió dels Alts de França. L'any 2007 tenia 319 habitants.

## Demografia

### Població
El 2007 la població de fet de Saint-Jean-aux-Bois era de 319 persones. Hi havia 142 famílies de les quals 40 eren unipersonals (16 homes vivint sols i 24 dones vivint soles), 59 parelles sense fills, 39 parelles amb fills i 4 famílies monoparentals amb fills.
La població ha evolucionat segons el següent gràfic:
Habitants censats

### Habitatges
El 2007 hi havia 202 habitatges, 146 eren l'habitatge principal de la família, 42 eren segones residències i 13 estaven desocupats. 198 eren cases i 4 eren apartaments. Dels 146 habitatges principals, 102 estaven ocupats pels seus propietaris, 35 estaven llogats i ocupats pels llogaters i 8 estaven cedits a títol gratuït; 2 tenien una cambra, 8 en tenien dues, 21 en tenien tres, 20 en tenien quatre i 96 en tenien cinc o més. 113 habitatges disposaven pel capbaix d'una plaça de pàrquing. A 59 habitatges hi havia un automòbil i a 78 n'hi havia dos o més.

### Piràmide de població
La piràmide de població per edats i sexe el 2009 era:
| Homes | Edats   | Dones |
| ----- | ------- | ----- |
| 0     | 95 o +  | 0     |
| 4     | 90 a 94 | 0     |
| 0     | 85 a 89 | 0     |
| 0     | 80 a 84 | 0     |
| 4     | 75 a 79 | 8     |
| 4     | 70 a 74 | 4     |
| 16    | 65 a 69 | 8     |
| 4     | 60 a 64 | 8     |
| 8     | 55 a 59 | 16    |
| 36    | 50 a 54 | 8     |
| 8     | 45 a 49 | 12    |
| 8     | 40 a 44 | 20    |
| 12    | 35 a 39 | 8     |
| 8     | 30 a 34 | 8     |
| 8     | 25 a 29 | 12    |
| 8     | 20 a 24 | 4     |
| 24    | 15 a 19 | 12    |
| 20    | 10 a 14 | 16    |
| 4     | 5 a 9   | 4     |
| 0     | 0 a 4   | 4     |

## Economia
El 2007 la població en edat de treballar era de 232 persones, 160 eren actives i 72 eren inactives. De les 160 persones actives 150 estaven ocupades (84 homes i 66 dones) i 10 estaven aturades (3 homes i 7 dones). De les 72 persones inactives 25 estaven jubilades, 23 estaven estudiant i 24 estaven classificades com a «altres inactius».

### Ingressos
El 2009 a Saint-Jean-aux-Bois hi havia 147 unitats fiscals que integraven 326 persones, la mediana anual d'ingressos fiscals per persona era de 32.990 €.

### Activitats econòmiques
Dels 11 establiments que hi havia el 2007, 1 era d'una empresa de fabricació d'altres productes industrials, 1 d'una empresa de construcció, 4 d'empreses de comerç i reparació d'automòbils, 1 d'una empresa de transport, 2 d'empreses d'hostatgeria i restauració, 1 d'una empresa financera i 1 d'una empresa de serveis.
L'únic servei als particulars que hi havia el 2009 era un restaurant.

## Poblacions més properes
El següent diagrama mostra les poblacions més properes.